# Головкин, Александр Ильич
Алекса́ндр Ильи́ч Голо́вкин (23 декабря 1913, Гусь-Хрустальный — 6 мая 1977, Москва) — советский футболист, вратарь и футбольный тренер. Мастер спорта СССР. Чемпион СССР 1938 года в составе команды «Спартак» (Москва).
Воспитанник «Динамо» (г. Болшево, Московская область). Первый тренер — Матвей Гольдин.

## Достижения
- Чемпион СССР 1938 года

## Клубная статистика
| Выступление               | Выступление      | Выступление      | Лига | Лига | Кубок | Кубок | Прочие | Прочие | Итого | Итого |
| Клуб                      | Лига             | Сезон            | Игры | Голы | Игры  | Голы  | Игры   | Голы   | Игры  | Голы  |
| ------------------------- | ---------------- | ---------------- | ---- | ---- | ----- | ----- | ------ | ------ | ----- | ----- |
| ДКА БВО (Смоленск)        | —                | 1936             | —    | —    | 2     | -4    | —      | —      | 2     | -4    |
| ДКА БВО (Смоленск)        | Итого            | Итого            | —    | —    | 2     | -4    | —      | —      | 2     | -4    |
| Динамо (Горький)          | группа «В»       | 1937             | 7    | -20  | 3     | -7    | —      | —      | 10    | -27   |
| Динамо (Горький)          | Итого            | Итого            | 7    | -20  | 3     | -7    | —      | —      | 10    | -27   |
| Спартак (Москва)          | группа «А»       | 1938             | 7    | -4   | —     | —     | —      | —      | 7     | -4    |
| Спартак (Москва)          | Итого            | Итого            | 7    | -4   | —     | —     | —      | —      | 7     | -4    |
| Крылья Советов (Москва)   | группа «Б»       | 1939             | 15   | -    | 1     | -7    | —      | —      | 16    | -7    |
| Крылья Советов (Москва)   | группа «А»       | 1940             | 16   | -    | —     | —     | —      | —      | 16    | 0     |
| Крылья Советов (Москва)   | —                | 1944             | —    | —    | 1     | 0     | —      | —      | 1     | 0     |
| Крылья Советов (Москва)   | Итого            | Итого            | 31   | -    | 2     | -7    | —      | —      | 33    | -7    |
| Профсоюзы-1               | группа «А»       | 1941             | 7    | -    | —     | —     | —      | —      | 7     | 0     |
| Профсоюзы-1               | Итого            | Итого            | 7    | -    | —     | —     | —      | —      | 7     | 0     |
| Крылья Советов (Куйбышев) | 2 группа         | 1945             | 16   | -15  | —     | —     | —      | —      | 16    | -15   |
| Крылья Советов (Куйбышев) | 1 группа         | 1946             | 22   | -52  | 1     | -3    | —      | —      | 23    | -55   |
| Крылья Советов (Куйбышев) | 1 группа         | 1947             | 12   | -21  | 2     | -2    | —      | —      | 14    | -23   |
| Крылья Советов (Куйбышев) | 1 группа         | 1948             | 11   | -7   | —     | —     | —      | —      | 11    | -7    |
| Крылья Советов (Куйбышев) | 1 группа         | 1949             | —    | —    | —     | —     | —      | —      | 0     | 0     |
| Крылья Советов (Куйбышев) | Итого            | Итого            | 61   | -95  | 3     | -5    | —      | —      | 64    | -100  |
| Буревестник (Кишинёв)     | класс «Б»        | 1950             | 17   | -    | —     | —     | —      | —      | 17    | 0     |
| Буревестник (Кишинёв)     | Итого            | Итого            | 17   | -    | —     | —     | —      | —      | 17    | 0     |
| Красное Знамя (Иваново)   | класс «Б»        | 1951             | 21   | -    | —     | —     | —      | —      | 21    | 0     |
| Красное Знамя (Иваново)   | Итого            | Итого            | 21   | -    | —     | —     | —      | —      | 21    | 0     |
| Всего за карьеру          | Всего за карьеру | Всего за карьеру | 151  | -119 | 10    | -23   | —      | —      | 161   | -142  |